# K-27
El K-27 fue el único submarino nuclear del Proyecto 645 de la Armada soviética. Se construyó colocando un par de reactores nucleares experimentales VT-1 que usaban un refrigerante de metal líquido ( eutéctico de plomo y bismuto ) en el casco modificado de un bque Proyecto 627A (la clase November). La OTAN no le asignó una identificación.

## Construcción y entrada en servicio
La quilla del K-27 se colocó el 15 de junio de 1958 en el Astillero Nº 402 de Severodvinsk. Fue botado el 1 de abril de 1962 y entró en servicio como "submarino de ataque" experimental el 30 de octubre de 1963. El K-27 fue comisionado oficialmente en la Flota del Norte soviética el 7 de septiembre de 1965. El K-27 fue asignado a la 17ª división de submarinos, con sede en Gremikha.
Los reactores nucleares del K-27 fueron problemáticos desde su primera reacción en cadena, pero el K-27 pudo participar en operaciones de prueba durante unos cinco años. El 24 de mayo de 1968, la potencia de salida de uno de sus reactores cayó bruscamente de repente; se liberaron gases radiactivos en su sala de máquinas; y los niveles de radiación en todo el K-27 aumentaron peligrosamente, en 1,5 grays por hora. Esta radiación consistía principalmente en rayos gamma y neutrones térmicos, con algo de radiación alfa y radiación beta además generada por los gases radiactivos liberados como el xenón y el criptón en el compartimento del reactor nuclear.
El entrenamiento de la tripulación por parte de la Armada soviética había sido inadecuado, y estos marineros no reconocieron que su reactor nuclear había sufrido fallas extensas en los elementos combustibles. Cuando abandonaron sus intentos de reparar el reactor en el mar, nueve de los tripulantes habían acumulado exposiciones radioactivas mortales.
Alrededor de una quinta parte del núcleo del reactor había experimentado un enfriamiento inadecuado causado por flujos irregulares de refrigerante. Los puntos calientes del reactor se habían roto, liberando combustible nuclear y productos de fisión nuclear en el refrigerante de metal líquido, que los hizo circular por todo el compartimento del reactor.
El K-27 se colocó en Gremikha a partir del 20 de junio de 1968. El enfriamiento de los reactores y varios proyectos experimentales se llevaron a cabo a bordo del submarino hasta 1973. Estos incluyeron el reinicio exitoso del reactor de estribor hasta el 40% de máximo producción de energía Se consideraron planes para cortar el compartimiento del reactor y reemplazarlo con uno nuevo que contuviera reactores estándar VM-A enfriados por agua. La reconstrucción o reemplazo del reactor nuclear se consideró demasiado costosa y también inapropiada porque los submarinos nucleares más modernos ya habían entrado en servicio en la Armada soviética.

## Baja
El K-27 fue dado de baja oficialmente el 1 de febrero de 1979  y el compartimento del reactor se llenó con una mezcla especial de solidificación de alcohol furfurílico y betún durante el verano de 1981 para sellar el compartimento y evitar la contaminación del océano con productos radiactivos. Este trabajo fue realizado por el astillero Severodvinsk Nº 893 "Zvezdochka".
Luego, el K-27 fue remolcado a un área de entrenamiento especial en el este del Mar de Kara, y fue hundido allí el 6 de septiembre de 1982 cerca de la ubicación 72 ° 31'28 "N., 55 ° 30'09" E. frente a la costa nororiental de Novaya Zemlya (en la bahía de Stepovoy), en un fiordo a una profundidad de solo 33 m (108 pies). Fue necesario que un remolcador de salvamento naval embistiera la popa del K-27 para perforar sus tanques de lastre de popa y hundirlo, porque la proa del K-27 había impactado contra el fondo del mar mientras su popa aún estaba a flote. Este hundimiento se realizó contrariamente al requisito de la Agencia Internacional de Energía Atómica de que los submarinos de propulsión nuclear y los barcos de superficie deben hundirse a profundidades no inferiores a 3.000 m (9.800 pies).
La última expedición científica del Ministerio de Emergencias de Rusia al mar de Kara examinó el sitio del hundimiento en septiembre de 2006. Se recolectaron y luego analizaron numerosas muestras del agua de mar, el fondo marino y la vida marina. El informe final indicó que los niveles de radiación del área eran estables.
Las lecciones en la construcción y seguridad de submarinos nucleares aprendidas del Proyecto 645 se aplicaron en los Proyectos 705 y 705K, que produjeron los submarinos soviéticos de clase Alfa. Estos estaban equipados con reactores similares enfriados por metal líquido.

## Planes de recuperación
Aunque una misión conjunta rusa y noruega en 2012 no encontró niveles alarmantes de radiactividad en el agua y el suelo que rodea al submarino, una consideración urgente se refiere al desmantelamiento de los reactores nucleares en caso de que se levante el submarino. Debido a que los reactores se enfriaban con metales líquidos, las barras nucleares se fusionaron con el refrigerante cuando se detuvieron los reactores y no se pueden utilizar métodos convencionales para desmontar los reactores. Sin embargo, la Comisión de Energías Alternativas y Energía Atómica de Francia diseñó y donó equipos especiales para un dique seco dedicado (SD-10) en Gremikha, que se utilizó para desmantelar los submarinos de clase Alfa que compartía esta característica de diseño. Sin embargo, dado que el último reactor Alfa fue desmantelado en 2011, este equipo está en riesgo.
En 2017, se discutieron nuevamente los planes para levantar el submarino, para 2022. El Centro de Investigación Estatal Krylov de San Petersburgo anunció que estaba trabajando en planes para un dique flotante de catamarán , capaz de levantar cargas tan pesadas desde el fondo del mar.
En marzo de 2020, el presidente ruso Vladímir Putin emitió un borrador de decreto para una iniciativa para reflotar el K-27 y el K-159 y cuatro compartimentos del reactor del mar de Barents.